# Ярославское наместничество
Ярославское наместничество — административно-территориальная единица Российской империи, существовавшая в 1777—1796 годах. Центр — город Ярославль.
Наместничество было образовано по указу императрицы Екатерины II от 3 августа 1777 года из Ярославской, Угличской и частей Переяславской и Костромской провинций Московской губернии.
Состояло из 12 уездов: Борисоглебский, Даниловский, Любимский, Мологский, Мышкинский, Петровский, Пошехонский, Романовский, Ростовский, Рыбинский, Углицкий и Ярославский.
12 декабря 1796 года указом императора Павла I наместничество было преобразовано в Ярославскую губернию.

## Создание наместничества
Наместничество было составлено из 12 уездов — ранее существовавших Любимского, Пошехонского, Романовского, Ростовского, Углицкого, Ярославского и вновь учреждённых Борисоглебского, Даниловского, Мологского, Мышкинского, Петровского и Рыбинского. Одновременно ряд селений были переименованы в города: Рыбная слобода в город Рыбинск, Борисоглебская слобода — в Борисоглебск, посад Молога — в город Молога, село Мышкино — в Мышкин, село Петровское — в Петровск, село Даниловское — в Данилов, село Пердом — в Пошехонь.
Границы наместничества и уездов были проложены так, чтобы «границы между губерниями сколько можно было ровные» и «одной губернии селения не входили большими клиньями в другую».
Из ранее существовавших провинций и уездов в состав наместничества вошли:
- Ярославская провинция за исключением города Кинешмы с уездом и части Ярославского уезда, вошедших в Костромского наместничества, части Ярославского уезда, вошедшей в Весьегонский уезд Тверского наместничества и частей Ярославского и Пошехонского уезда, вошедших в Новгородское наместничество. Население — 179 744 человека (учитывались только лица мужского пола).
- Углицкая провинция, за исключением городов Бежецка и Кашина и части Углицкого уезда, вошедшей в состав Краснохолмского уезда Тверского наместничества. Население — 40 119 человек.
- Часть Краснохолмского уезда Тверского наместничества. Население 976 человек.
- Ростов с уездом из Переславль-Залесской провинции, за исключением части, вошедшей в состав Костромского наместничества. Население — 65 995 человек.
- Часть Переславль-Залесского уезда Переславль-Залесской провинции. Население около 6 000 человек.
- Любим с уездом из Костромской провинции, за исключением части, вошедшей в состав Судиславского уезда. Население 28 175 человек.
- Часть Костромского уезда Костромской провинции. Население 743 человека.
- Часть Галицкого уезда Галицкой провинции. Население 7 800 человек.
- Часть Вологодского уезда Вологодской провинции. Население около 6 000 человек.

Итого 335 552 человека мужского пола.

## Руководители наместничества

### Генерал-губернаторы[3]
- 28.02.1777—02.07.1788 — Мельгунов, Алексей Петрович
- 13.07.1788—02.09.1793 — Кашкин, Евгений Петрович
- 02.09.1794—17.12.1796 — Лопухин, Петр Васильевич

### Правители наместничества
- 03.01.1777—16.02.1781 — Заборовский, Иван Александрович
- 16.02.1781—15.09.1793 — Голохвастов, Иван Иванович
- 25.10.1793—10.09.1797 — Урусов, Никита Сергеевич